# 대한민국 주재 외국공관 목록

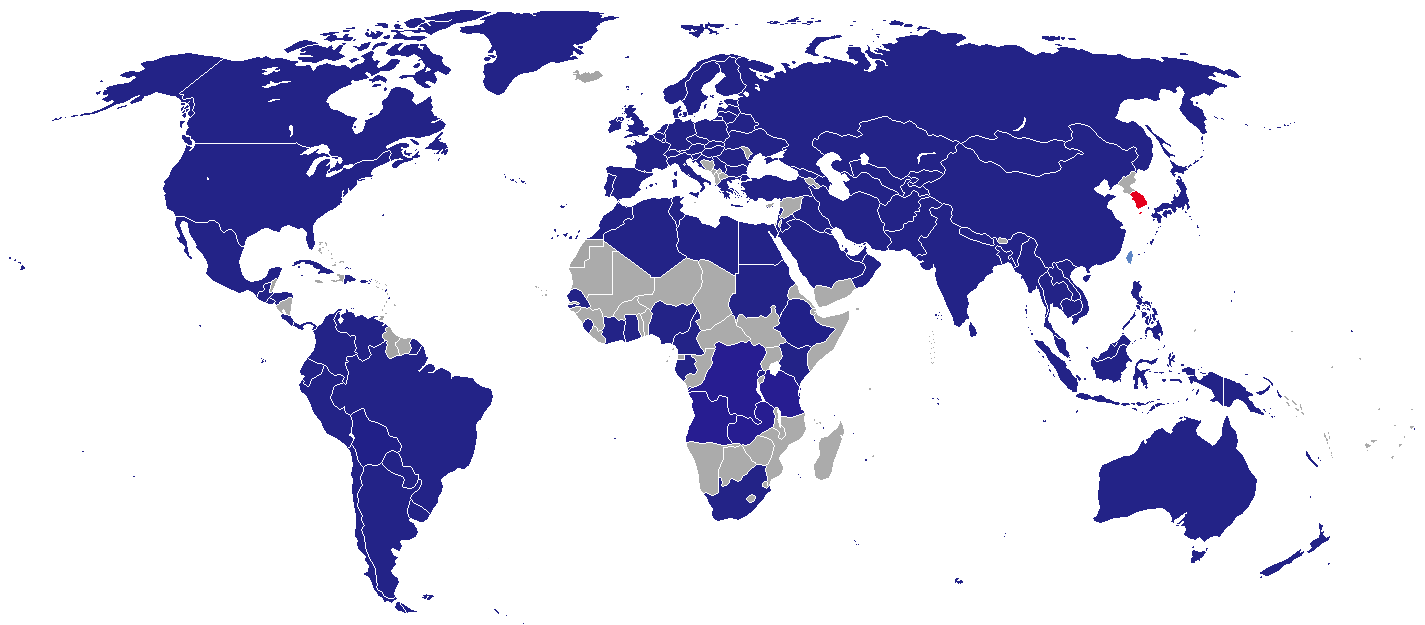
대한민국에 공관을 둔 나라

대한민국 주재 외국공관 목록(大韓民國 駐在 外國公館 目錄)에서는 대한민국에 주재하는 외국공관(대사관 및 영사관)과, 대한민국과 외교 관계는 수립했으나 대한민국에 공관을 설치하지 않은 국가에 대해 다룬다.

## 상주공관

### 아시아 · 오세아니아
대부분의 영사(공관)들이 정부서울청사, 대한민국 경찰청, 청와대, 대한민국 국회와 소통에 용이한 서울 용산구 이태원동, 한남동 등지, 서울 종로구 청운동 등지에 분포하고 있다.

#### 동아시아
- 일본 (상세) : 서울특별시 종로구 율곡로2길 22 (대사 - 미즈시마 고이치)
- 중화인민공화국 (상세) : 서울특별시 중구 명동2길 27 (대사 - 다이빙)
  - 영사부 : 서울특별시 중구 퇴계로18길 103
- 몽골 (상세) : 서울특별시 용산구 독서당로 95

#### 동남아시아
- 베트남 (상세) : 서울특별시 종로구 종로5길 58 석탄회관 5층
  - 부산 명예총영사관 : 부산광역시 부산진구 부전로 71
  - 안양 명예영사관 : 경기도 안양시 동안구 엘에스로 127
- 태국 (상세) : 서울특별시 용산구 대사관로 42
  - 부산 명예총영사관 : 부산광역시 북구 만덕대로 30
- 인도네시아 (상세) : 서울특별시 영등포구 여의대방로 380
  - 부산 영사관 : 부산광역시 북구 금곡대로 357
- 말레이시아 (상세) : 서울특별시 용산구 독서당로 129
- 캄보디아 (상세) : 서울특별시 중구 세종대로 55 부영태평빌딩 14층
  - 부산 명예영사관 : 부산광역시 중구 해관로 65
- 라오스 (상세) : 서울특별시 용산구 대사관로11길 30-4
- 미얀마 (상세) : 서울특별시 용산구 한남대로28길 12
- 싱가포르 (상세) : 서울특별시 중구 세종대로 136 (현재 몽골을 겸임중)
- 브루나이 (상세) : 서울특별시 종로구 청운동 39-1
- 필리핀 (상세) : 서울특별시 용산구 회나무로42길 12
- 동티모르 (상세) : 서울특별시 마포구 마포대로 109 마포롯데캐슬아파트 101동 2401호

#### 남아시아
- 인도 (상세) : 서울특별시 용산구 독서당로 101
  - 부산 명예총영사관 : 부산광역시 부산진구 진연로 15
- 파키스탄 (상세) : 서울특별시 강남구 도산대로 169
  - 부산 영사관 : 부산광역시 동래구 충렬대로348번길 23
- 방글라데시 (상세) : 서울특별시 용산구 장문로6길 17
  - 부산 명예총영사관 : 부산광역시 해운대구 반여로 20
- 네팔 (상세) : 서울특별시 성북구 선잠로2길 19
- 스리랑카 (상세) : 서울특별시 중구 동호로10길 39
- 아프가니스탄 (상세) : 서울특별시 용산구 독서당로 90

#### 중앙아시아
- 카자흐스탄 (상세) : 서울특별시 용산구 장문로 53
- 우즈베키스탄 (상세) : 서울특별시 용산구 대사관로11길 27
- 키르기스스탄 (상세) : 서울특별시 용산구 서빙고로91라길 16-10
- 타지키스탄 (상세) : 서울특별시 용산구 대사관로31길 19-9
- 투르크메니스탄 (상세) : 서울특별시 용산구 이태원로45길 31

#### 서아시아
- 이란 (상세) : 서울특별시 용산구 장문로 45
- 이라크 (상세) : 서울특별시 용산구 장문로 55
- 사우디아라비아 (상세) : 서울특별시 용산구 녹사평대로26길 37
- 튀르키예 (상세) : 서울특별시 중구 동호로20나길 40 (현재 비상주 북한 대사 겸임중)
  - 부산 명예영사관 : 부산광역시 사하구 낙동남로 1412
- 레바논 (상세) : 서울특별시 용산구 회나무로41길 5
- 이스라엘 (상세) : 서울특별시 종로구 청계천로 11
- 오만 (상세) : 서울특별시 종로구 새문안로3길 9
- 아랍에미리트 (상세) : 서울특별시 용산구 독서당로 118
- 카타르 (상세) : 서울특별시 용산구 장문로 48
- 쿠웨이트 (상세) : 서울특별시 용산구 장문로 34
- 요르단 (상세) : 서울특별시 종로구 율곡로 6 트윈트리빌딩
- 바레인 (상세) : 서울특별시 중구 한강대로 416 서울스퀘어 22층

#### 오세아니아
- 오스트레일리아 (상세) : 서울특별시 종로구 종로 1 교보빌딩 19층 (대사 - 캐서린 레이퍼, 비상주 북한 대사 겸임중)
  - 부산 명예영사관 : 부산광역시 동구 자성로141번길 11
- 뉴질랜드 (상세) : 서울특별시 중구 정동길 21-15 (비상주 북한 대사 겸임중)
  - 부산 명예영사관 : 부산광역시 서구 원양로 105
- 파푸아뉴기니 (상세) : 서울특별시 종로구 삼봉로 81
- 마셜 제도 (상세) : 서울특별시 종로구 삼봉로 81

### 유럽

#### 서유럽
- 영국 (상세) : 서울특별시 중구 세종대로19길 24
  - 부산 명예영사관 : 부산광역시 중구 중앙대로 72
- 아일랜드 (상세) : 서울특별시 종로구 종로1길 42 이마빌딩 13층
- 프랑스 (상세) : 서울특별시 중구 칠패로 42 우리빌딩 18층
  - 부산 명예영사관 : 부산광역시 해운대구 중동1로37번길 10
- 네덜란드 (상세) : 서울특별시 중구 정동길 21-15
- 벨기에 (상세) : 서울특별시 용산구 이태원로45길 23
- 룩셈부르크 (상세) : 서울특별시 중구 삼일대로 363 장교빌딩 11층 1102호

#### 중앙유럽
- 독일 (상세) : 서울특별시 중구 한강대로 416 서울스퀘어 8층
  - 부산 명예영사관 : 부산광역시 중구 중앙대로 117
- 오스트리아 (상세) : 서울특별시 종로구 종로 1 교보빌딩 21층
  - 부산 명예영사관 : 부산광역시 금정구 중앙대로 1817
- 스위스 (상세) : 서울특별시 종로구 송월길 77
  - 부산 명예영사관 : 부산광역시 사상구 강변대로456번길 15-36
- 폴란드 (상세) : 서울특별시 종로구 삼청로 20-1
  - 대구 명예총영사관 : 대구광역시 남구 대명로 104[1]
- 체코 (상세) : 서울특별시 종로구 경희궁1길 17
- 슬로바키아 (상세) : 서울특별시 용산구 한남대로10길 28
- 헝가리 (상세) : 서울특별시 용산구 장문로 58 (대사 - 초머 모세)

#### 북유럽
- 스웨덴 (상세) : 서울특별시 중구 소월로 10 단암빌딩 8층
  - 광주 명예영사관 : 전라남도 나주시 건재로 185
  - 대구 명예영사관 : 대구광역시 중구 달성로 216
  - 대전 명예영사관 : 대전광역시 중구 목동 10-7
  - 부산 명예영사관 : 부산광역시 해운대구 해운대로 277
- 덴마크 (상세) : 서울특별시 중구 한강대로 416 서울스퀘어 11층
  - 부산 명예영사관 : 부산광역시 연제구 거제대로 295
- 노르웨이 (상세) : 서울특별시 중구 정동길 21-15
  - 부산 명예영사관 : 부산광역시 수영구 수영로 480
- 핀란드 (상세) : 서울특별시 종로구 종로 1 교보빌딩 18층
  - 부산 명예영사관 : 부산광역시 사상구 강변대로 456번길 15-36

#### 동유럽
- 루마니아 (상세) : 서울특별시 용산구 장문로 50
  - 부산 명예영사관 : 부산광역시 동래구 사직북로 4
- 불가리아 (상세) : 서울특별시 용산구 한남대로 102-8
  - 부산 명예영사관 : 부산광역시 동구 중앙대로226번길 11
- 세르비아 (상세) : 서울특별시 중구 세종대로 55 부영태평빌딩 22층
- 우크라이나 (상세) : 서울특별시 용산구 이태원로45길 21
- 러시아 (상세) : 서울특별시 중구 서소문로11길 43
- 아제르바이잔 (상세) : 서울특별시 용산구 한남대로27길 14
- 조지아 (상세) : 서울특별시 용산구 이태원로27길 30
- 벨라루스 (상세) : 서울특별시 용산구 이태원로45길 51
- 라트비아 (상세) : 서울특별시 용산구 한남대로36길 29
- 에스토니아 (상세) : 서울특별시 중구 한강대로 416 서울스퀘어 13층
- 크로아티아 (상세) : 서울특별시 중구 퇴계로 97 고려대연각타워 13층
- 리투아니아 (상세) : 서울특별시 종로구 종로 1 교보빌딩 11층
- 슬로베니아 (상세) : 서울특별시 용산구 이태원로55나길 11

#### 남유럽
- 스페인 (상세) : 서울특별시 용산구 한남대로36길 17
  - 부산 명예영사관 : 부산광역시 남구 조각공원로 20
- 포르투갈 (상세) : 서울특별시 종로구 창덕궁1길 13 원서빌딩 2층
  - 부산 명예영사관 : 부산광역시 중구 해관로 59-1
- 그리스 (상세) : 서울특별시 중구 청계천로 86 한화빌딩 27층
- 이탈리아 (상세) : 서울특별시 용산구 한남대로 98
- 바티칸 시국  (로마 교황청·성좌, 상세) : 서울특별시 종로구 자하문로26길 19

### 아메리카

#### 북아메리카
- 미국 (상세) : 서울특별시 종로구 세종대로 188 (대사 - 필립 골드버그)
- 캐나다 (상세) : 서울특별시 중구 정동길 21
  - 부산 명예영사관 : 부산광역시 사하구 신산로 99
  - 비고 : 주한 캐나다 대사관의 비자 및 이민 업무는 주한 캐나다 대사관 내에 마련된 시설이 폐쇄됨에 따라 주필리핀 캐나다 대사관으로 이전되어, 필리핀에서 비자·이민 관련 업무만 겸임하고 있으나, 비상주 공관인 북한 주재 대사도 함께 겸임중이다.

#### 중앙아메리카 · 카리브해
- 멕시코 (상세) : 서울특별시 종로구 율곡로 6 (현재 비상주 몽골·북한 주재 대사 겸임중)
  - 부산 명예영사관 : 부산광역시 금정구 무학송로 158
- 엘살바도르 (상세) : 서울특별시 중구 세종대로 55 부영태평빌딩 20층
  - 부산 영사관: 부산광역시 부산진구 중앙대로691번가길 5
- 온두라스 (상세) : 서울특별시 종로구 종로 51
- 코스타리카 (상세) : 서울특별시 중구 퇴계로 97 고려대연각타워 9층 902호
- 도미니카 공화국 (상세) : 서울특별시 중구 세종대로 73 태평로빌딩 19층
- 쿠바 (상세) : 서울특별시 중구 세종대로 4길 25 이프라자빌딩 901호
- 파나마 (상세) : 서울특별시 종로구 경희궁길 49
  - 부산 명예영사관 : 부산광역시 중구 해관로 59-1
  - 광양 사무소 : 전라남도 광양시 항만대로 465
- 과테말라 (상세) : 서울특별시 중구 세종대로 55 부영태평빌딩 20층 (비상주 북한, 베트남, 캄보디아 주재 대사 겸임중)
  - 부산 명예영사관 : 부산광역시 남구 용호로 135

#### 남아메리카
- 볼리비아 (상세) : 서울특별시 중구 세종대로 55 부영태평빌딩 20층
- 브라질 (상세) : 서울특별시 종로구 청와대로 73
- 아르헨티나 (상세) : 서울특별시 용산구 녹사평대로 206
- 칠레 (상세) : 서울특별시 중구 퇴계로 97 고려대연각타워 18층 1801호
- 페루 (상세) : 서울특별시 중구 퇴계로 97 부영태평빌딩 19층
- 콜롬비아 (상세) : 서울특별시 종로구 종로 1 교보빌딩 11층 (비상주 몽골 대사 겸임중)
- 에콰도르 (상세) : 서울특별시 종로구 종로 47 SC제일은행빌딩 16층
  - 부산 명예영사관 : 부산광역시 금정구 남산로 1
- 우루과이 (상세) : 서울특별시 중구 퇴계로 97 고려대연각타워 7층 706호
- 베네수엘라 (상세) : 서울특별시 종로구 종로 47 SC제일은행빌딩 16층
- 파라과이 (상세) : 서울특별시 중구 세종대로 55 부영태평빌딩 22층 (비상주 몽골·필리핀·캄보디아·싱가포르 주재 대사 겸임중)

### 아프리카
- 이집트 (상세) : 서울특별시 용산구 독서당로 114
- 알제리 (상세) : 서울특별시 용산구 회나무로 81 (비상주 북한 주재 대사 겸임중)
- 리비아 (상세) : 서울특별시 용산구 이태원로49길 29-2
- 튀니지 (상세) : 서울특별시 용산구 장문로6길 8
- 모로코 (상세) : 서울특별시 용산구 장문로 32
- 수단 (상세) : 서울특별시 용산구 서빙고로51길 52
- 에티오피아 (상세) : 서울특별시 용산구 회나무로44길 20 (비상주 필리핀·브루나이·인도네시아 주재 대사 겸임중)
- 케냐 (상세) : 서울특별시 용산구 회나무로44길 38
- 나이지리아 (상세) : 서울특별시 용산구 장문로6길 13
- 가나 (상세) : 서울특별시 용산구 독서당로 120
- 남아프리카 공화국 (상세) : 서울특별시 용산구 독서당로 104
- 앙골라 (상세) : 서울특별시 성북구 선잠로5길 14
- 가봉 (상세) : 서울특별시 용산구 이태원로 239 (비상주 필리핀·태국 주재 대사 겸임중)
- 코트디부아르 (상세) : 서울특별시 중구 세종대로 55 (향후 필리핀, 베트남 주재 대사를 겸임할 예정에 있음)
  - 부산 명예영사관 : 부산광역시 금정구 중앙대로1778번길 36
- 콩고 민주 공화국 (상세) : 서울특별시 용산구 회나무로 73-1
- 세네갈 (상세) : 서울특별시 중구 퇴계로 97 고려대연각타워 5층 501호
- 르완다 (상세) : 서울특별시 용산구 한남대로20길 13
- 시에라리온 (상세) : 서울 용산구 이태원로54길 63-3 (비상주 태국·인도·말레이시아·싱가포르·오스트레일리아·뉴질랜드 주재 대사관 및 고등판무관 사무소를 일괄 겸임중이며, 추후 일본·필리핀 주재 대사도 겸임시킬 계획에 있음)
- 잠비아 (상세) : 서울특별시 용산구 회나무로44길 2
- 탄자니아 (상세) : 서울특별시 용산구 서빙고로51길 52

### 개설 예정국
- 카메룬
- 모잠비크

## 대표부
- 유럽 연합 (주한 유럽 연합 대표부) : 서울특별시 중구 한강대로 416 서울스퀘어 11층
- 중화민국 (주한 타이베이 대표부) : 서울특별시 종로구 세종대로 149 광화문빌딩 6층
- 홍콩 (홍콩 경제무역대표부 서울 사무소) : 서울특별시 강남구 테헤란로 322 한신인터밸리24빌딩 서관 1515호
- 퀘벡주 (주한 퀘벡 정부 대표부) : 서울특별시 종로구 종로1길 42 이마빌딩 5층

## 총영사관 및 영사관
- 부산광역시
  -  주부산 일본 총영사관 : 부산광역시 동구 고관로 18
  -  주부산 중국 총영사관 : 부산광역시 해운대구 해운대로394번길 25
  -  주부산 러시아 총영사관 : 부산광역시 중구 중앙대로 94
  -  주부산 카자흐스탄 총영사관 : 부산광역시 동구 중앙대로 244
  -  주부산 베트남 총영사관 : 부산광역시 해운대구 센텀동로 99 벽산e센텀클래스원
  -  주부산 미국 영사관 : 부산광역시 부산진구 중앙대로 993
  -  주부산 몽골 영사관 : 부산광역시 동구 중앙대로 267
  -  주한 타이베이 대표부 부산 사무처 : 부산광역시 중구 중앙대로 70 동원산업빌딩 9층

- 광주광역시
  -  주광주 중국 총영사관 : 광주광역시 남구 대남대로 413

- 제주특별자치도 제주시
  -  주제주 일본 총영사관 : 제주특별자치도 제주시 1100로 3351
  -  주제주 중국 총영사관 : 제주특별자치도 제주시 청사로1길 10

## 비상주공관
다음 국가들은 대한민국과 외교 관계는 수립하였으나 대한민국에 대사관을 설치하지 않은 국가들이다.

### 일본도쿄도에 상주 공관을 겸임 중인 국가
| - 기니 - 나미비아 - 라이베리아 - 레소토 - 마다가스카르 - 말라위 - 말리 - 모리타니 - 모잠비크 - 몰도바 - 몰디브 - 미크로네시아 연방 - 베냉 - 보스니아 헤르체고비나 - 보츠와나 - 부르키나파소 - 북마케도니아 | - 시리아 - 아르메니아 - 아이슬란드 - 아이티 - 에리트레아 - 예멘 - 우간다 - 자메이카 - 지부티 - 짐바브웨 - 카메룬 - 코소보 - 콩고 공화국 - 토고 - 팔레스타인 - 피지 |

### 중화인민공화국베이징시에 상주 공관을 겸임 중인 국가
| - 기니비사우 - 남수단 - 모리셔스 - 몬테네그로 - 바하마 - 부룬디 - 사모아 - 세이셸 | - 소말리아 - 수리남 - 알바니아 - 적도 기니 - 차드 - 카보베르데 - 키프로스 - 트리니다드 토바고 |

### 기타 도시에서 대한민국 주재 대사를 겸임하고 있는 나라
옆에 병기한 지역에 설치된 공관에서 대한민국 주재 대사관을 겸임한다.
| - 가이아나 (미국 뉴욕 - 유엔 대표부) - 감비아 (미국 워싱턴 D.C.) - 니제르 (미국 워싱턴 D.C.) - 니카라과 (미국 뉴욕 - 유엔 대표부) - 몰타 (몰타 발레타) - 부탄 (방글라데시 다카) - 상투메 프린시페 (상투메 프린시페 상투메) | - 세인트키츠 네비스 (세인트키츠 네비스 바스테르) - 에스와티니 (말레이시아 쿠알라룸푸르) - 중앙아프리카 공화국 (중앙아프리카 공화국 방기) - 키리바시 (피지 수바) - 투발루 (피지 수바) |

## 과거에 설치한 대사관
- 니카라과 (상세, 1995년 1차 설치, 1997년 1차 폐쇄, 2014년 2차 설립, 2024년 2차 폐쇄)
- 베트남 공화국 (상세, 1956년 설치, 1975년 폐쇄)
- 아이티 (1983년 설치, 1993년 폐쇄)
- 에스와티니 (옛 이름 스와질란드, 1990년 설치, 1999년 폐쇄)
- 예멘 (1987년 설치, 2001년 폐쇄)
- 중화민국 (상세, 1949년 설치, 1992년 폐쇄)
- 크메르 공화국 (1970년 설치, 1975년 폐쇄)
- 피지 (상세, 2012년 설치, 2020년 폐쇄)

## 같이 보기
- 대한민국의 재외공관 목록